# Luigi Contessi
Luigi Contessi (Brescia, 1894. augusztus 14. – Brescia, 1974. február 23.) olimpiai bajnok olasz tornász.
Az első világháború után részt vett az 1920. évi nyári olimpiai játékokon Antwerpenban, mint tornász. Európai rendszerű csapat versenyben aranyérmes lett.
Klubcsapata a Forza e Costanza Brescia volt.
Aktív tornászpályafutása után, amelyet 1927-ben befejezte, a nevelő klubjának edzője lett.